# 施策
施策（1540年—？），字懋揚，號勵庵，直隸常州府無錫縣人，醫籍，明朝政治人物。

## 生平
嘉靖四十三年（1564年）甲子科應天鄉試第七十名舉人，隆慶五年（1571年）中式辛未科會試第二百八名，二甲第二名進士。吏部觀政，授禮部主事，告改南京吏部考功司，萬曆三年（1575年）终养，不久丁憂。七年复除礼部员外郎，八年累遷禮部郎中，萬曆十二年（1584年）三月升尚寶司少卿，十四年晉尚寶司卿，十五年三月升南京太僕寺少卿，十九年三月升南京鴻臚寺卿，五月升太僕寺少卿，二十年十一月升太僕寺卿，隨即因病辭官乞歸，結茅大池山中，日事吟詩，歷三十年卒。

## 著作
有《崇正文選》、《唐詩類選》、《勵庵詩集》。

## 家族
曾祖施盛；祖父施恩，醫學訓科；父施教，醫學訓科。母陳氏。